# تيري ساوثرن
تيري ساوثرن (بالإنجليزية: Terry Southern) (و. 1924 – 1995 م) هو كاتب سيناريو، وروائي، وصحفي، وكاتب، ومنتج بضائع أمريكي، ولد في ألفارادو، توفي في نيويورك، عن عمر يناهز 71 عاماً.

## التعليم
تعلم في جامعة نورث وسترن.

## جوائز وترشيحات
حصل على جوائز منها:
جوائز
- جائزة أوليفر هنري [الإنجليزية]‏ (1963)

ترشيحات
- جائزة الأوسكار لأفضل كتابة، عن عمل: السائق البسيط
- جائزة الأوسكار لأفضل كتابة، عن عمل: دكتور سترينجلوف

ترشح لـ:
- جائزة الأوسكار لأفضل كتابة "سيناريو أصلي"، عن عمل: السائق البسيط
- جائزة الأوسكار لأفضل كتابة "سيناريو مقتبس"، عن عمل: دكتور سترينجلوف.

## وصلات خارجية
- تيري ساوثرن على موقع IMDb (الإنجليزية)
- تيري ساوثرن على موقع الموسوعة البريطانية (الإنجليزية)
- تيري ساوثرن على موقع ألو سيني (الفرنسية)
- تيري ساوثرن على موقع ميوزك برينز (الإنجليزية)
- تيري ساوثرن على موقع أول موفي (الإنجليزية)
- تيري ساوثرن على موقع قاعدة بيانات الأفلام السويدية (السويدية)
- تيري ساوثرن على موقع إن إن دي بي (الإنجليزية)
- تيري ساوثرن على موقع ديسكوغز (الإنجليزية)
- تيري ساوثرن على موقع قاعدة بيانات الفيلم (الإنجليزية)
- تيري ساوثرن على موقع كينوبويسك (الروسية)